# ピークスキル隕石

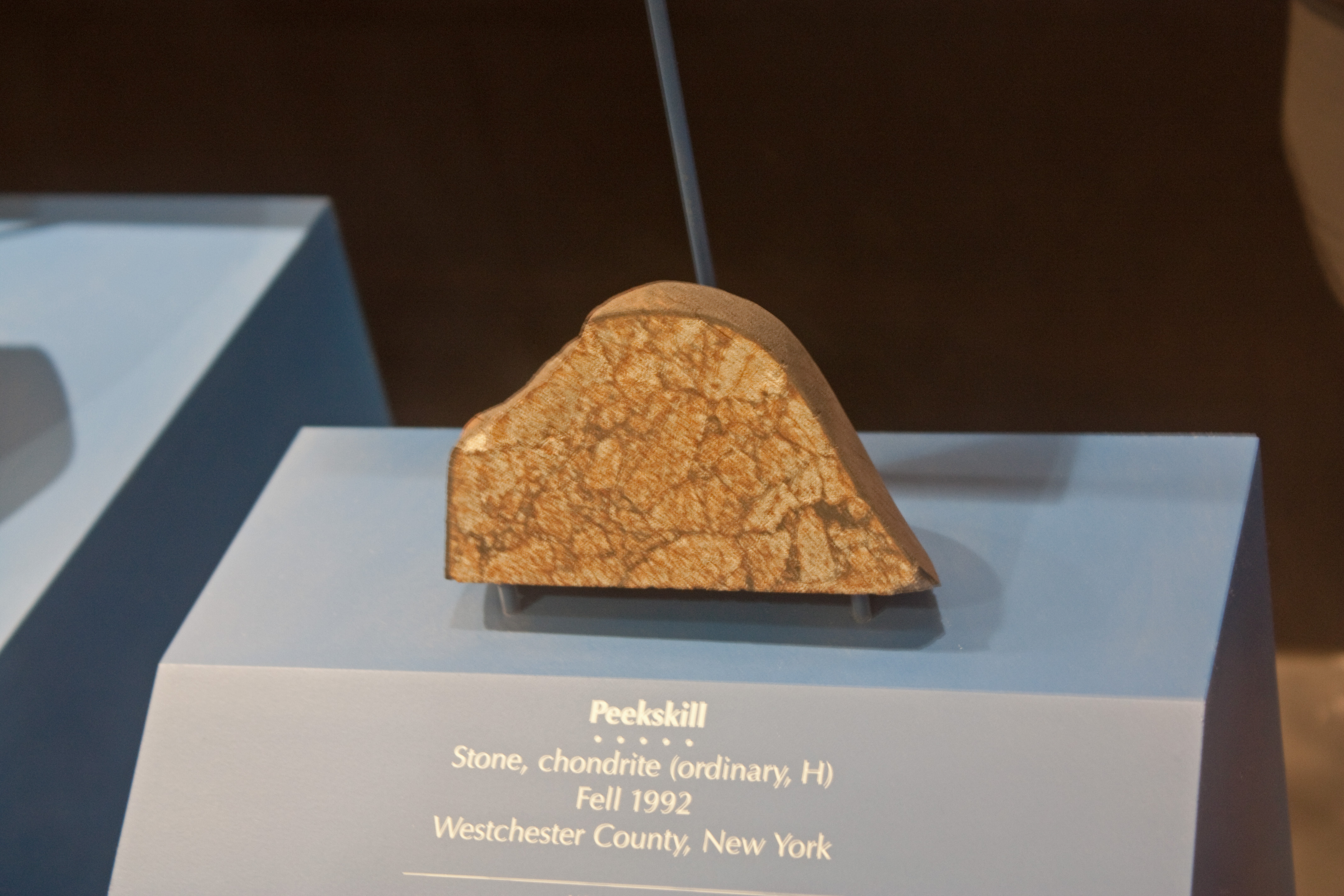
国立自然史博物館に展示されているピークスキル隕石

ピークスキル隕石（ピークスキルいんせき、Peekskill Meteorite）は、1992年10月9日にアメリカ合衆国のニューヨーク州ピークスキル郊外に駐車中の車のボンネットに落下した隕石である。

## 概要
ピークスキル隕石は12.4kg。ボウリング・ボール大のH6 monomict breccia 隕石である。
ケンタッキー州上空に突入角3.4度、秒速14.7kmで侵入したピークスキル隕石は-12.8等級で月よりも明るく輝いた。
40秒間にわたって大火球が人口密集地帯上空を通過したため、16台以上のビデオカメラによって隕石がばらばらに砕けて落下していく様子が撮影された、世界でもっとも有名な隕石落下事件の一つである。隕石落下によって破損した車（シボレー・マリブ）の展示ツアーが世界各地で実施され、東京でも展示された。
映像の解析による落下軌道の特定により、ピークスキル隕石の詳しい軌道が解明された。ピークスキル隕石は軌道長半径1.49天文単位、公転周期1.82年のアポロ群の小惑星だったことが判明している。